# Jean-Louis Rieu
Jean-Louis Rieu (Genève, 6 augustus 1788 - aldaar, 17 juni 1868) was een Zwitsers militair en politicus uit het kanton Genève.

## Biografie
Jean-Louis Rieu was een zoon van Etienne Rieu, een Frans officier, en van Marie-Charlotte Turrettini. In 1816 huwde hij bankiersdochter Marie Lasserre. Hij was de schoonvader van bankier Alexandre Lombard.
Na zijn studies aan de école polytechnique van Parijs van 1806 tot 1808 werd hij in 1808 artillerieluitenant bij de marine en later artilleriekapitein in de Duitse bevrijdingsoorlog in 1813, waarin hij werd onderscheiden in het Legioen van Eer. In oktober 1813 geraakte hij gewond in de Slag bij Leipzig en werd hij krijgsgevangen genomen door de Russen. In 1814 keerde hij terug naar Genève, dat zich in die periode aansloot bij de Zwitserse Confederatie. In 1815 voegde hij zich bij de Zwitserse artillerie en in 1824 werd hij luitenant-kolonel van het Geneefse contingent.
Van 1816 tot 1824 zetelde Rieu in de kantonnale Conseil représentatif en van 1824 tot 1843 was hij lid van de Staatsraad van Genève. In 1841 zetelde hij in de kantonnale constituante. Hij was een belangrijke figuur in de Geneefse restauratie en was een rechterhand van Jean-Jacques Rigaud.

## Onderscheidingen
- Legioen van Eer

- Gemeinsame Normdatei: 1052760023
- Historisch woordenboek van Zwitserland: 020518
- International Standard Name Identifier: 0000 0003 5702 9720
- Library of Congress Control Number: no2012055727
- Base Léonore: LH//2328/18
- Nationale Bibliotheek van Israël: 987007393046805171
- Système universitaire de documentation: 135686504
- Virtual International Authority File: 192995273
- WorldCat: E39PBJfh8WBqfyfH446pxPPYT3